# 134160 Плюї
134160 Плюї (134160 Pluis) — астероїд головного поясу, відкритий 16 січня 2005 року.
Тіссеранів параметр щодо Юпітера — 3,207.